# Bactrocera kinabalu
Bactrocera kinabalu är en tvåvingeart som beskrevs av Drew och Albany Hancock 1994. Bactrocera kinabalu ingår i släktet Bactrocera och familjen borrflugor. Inga underarter finns listade.